# 幸いなるオーストリアよ
幸いなるオーストリアよ（羅:Felix Austria）の句で知られる箴言は、特にオーストリア人が幸運に恵まれていることを指して使われる。ただしここで言う「オーストリア人」とはオーストリアの住民一般を指すものではなく、彼らの統治者であったハプスブルク家の結婚政策を示唆するものと理解されることが多い。

## 箴言
この箴言の全文は以下の二行詩節で構成されている。

| ラテン語                                                                            |  | 日本語訳 |
| Bella gerant alii, tu felix Austria nube. Nam quae Mars aliis, dat tibi diva Venus. |  | 戦いは他のものに任せよ、汝幸いなるオーストリアよ、結婚せよ。 マールスが他［のものに与えし国］は、ウェヌスによりて授けられん。 |

## 起源
この箴言の基になった詩節は、オウィディウスの叙事詩の1つ『名婦の書簡』第13章84行目に見ることが出来る。トロイア戦争に登場する駿足の英雄プローテシラーオスは、参加したアカイア遠征軍の船隊がトロイア本土に近づいたときに敵地上陸の一番乗りを果たすが、待ち構えていたトロイア防衛軍の軍勢に襲われて最初に殺されてしまう。未亡人となった妻のラーオダメイアは、神々の特別の計らいにより、3時間だけ現世に帰還した亡夫と閨で過ごすことを許され、慰めを得た。やがて約束の時間が過ぎて夫が消え去ると、ラーオダメイアも剣で胸を突き刺して絶命し、2人は死後の世界で再び一緒になった。
オウィディウスは詩の中で、プローテシラーオスをひと時だけ生き返らせるという神々の決定を以下のように簡潔に表現している。

| ラテン語                             |  | 日本語訳                                               |
| Bella gerant alii, Protesilaos amet. |  | 戦いは他のものに任せよ、プローテシラーオスよ恋をせよ。 |

## 解釈
「幸いなるオーストリア」の箴言は、作者がハプスブルク家の勢力拡大のやり方を肯定的に見ていたか否かで、その解釈が分かれている。肯定的に見る側の解釈では、自家に有利な婚姻を通じて強国と同盟関係を結び、勢力拡大を実現したハプスブルク家の優秀さを称賛したものである、とされる。それに対し、否定的に見る側の解釈では、この改作詩は、軍事的・政治的紛争での勝利で抜きんでる力が無く、婚姻政策でしか勢力を伸ばせなかったハプスブルク家を嘲笑する風刺詩である、とされる。
オウィディウスの詩文を改作したこの箴言を考案したのが誰なのかは不明である。出所については、否定的な解釈の場合は神聖ローマ皇帝フリードリヒ3世の強敵だったハンガリー王国のマティアス・コルヴィヌス王の周辺、肯定的な解釈の場合はフリードリヒ3世の息子の皇帝マクシミリアン1世の周辺だとする俗説も存在する。しかし出所についての諸説はいずれも根拠のない憶測に過ぎない。箴言が初めて文献に登場するのは17世紀のことである。